# George Young (homme politique)
Pour les articles homonymes, voir George Young (homonymie).
George Young, né vers 1822 et mort le 29 avril 1869, est un homme d'affaires et politique britannique, actif en Australie-Méridionale. 

## Biographie
En 1845, George Young et William Younghusband fondent une entreprise de courtage de laine et d'expédition nommée William Younghusband, jun. & Co., dont les bureaux sont situés Gilbert Street à Adélaïde. La société est dissoute en 1867.
Young s'établit à Mintaro en 1847 comme arpenteur et agent foncier.
Il vit à Watervale en 1857, est nommé juge de paix en juillet 1858 et est un membre actif de la Northern Agricultural Society. En 1867, il demeure à Torrens Park et est directeur des mines de Wallaroo. 
Il représente Stanley à l'assemblée d'Australie-Méridionale de novembre 1862 à février 1865 conjointement avec George Strickland Kingston, mais il décline sa nomination au parlement qui suit pour des raisons santé.
Il meurt aveugle à Parkside le 29 avril 1869.